# Hans Dambach
Hans Dambach, född 30 mars 1915, död 8 juli 1944 i Widuty, Ukraina, var en tysk SS-man och uppsyningsman i koncentrationsläger.
Han kom 1933 som uppsyningsman till Dachau och blev senare klädförvaltare samt i egenskap av SS-kompanibefäl ansvarig för barack nr 10 i lägret, i vilken bl.a. lägrets bibliotek fanns. Under tiden i Dachau blev Dambach beryktad för sin brutalitet och grymhet.
Han stupade i andra världskriget.